# Bahnstrecke Saint-Brieuc–Pontivy
| Bahnhof Saint-Julien |                      |                                               |                                               |
| Streckennummer (SNCF): | 475 000              |                                               |                                               |
| Streckenlänge: | 72,3 km              |                                               |                                               |
| Spurweite: | 1435 mm (Normalspur) |                                               |                                               |
| Maximale Neigung: | 15 ‰                 |                                               |                                               |
| |                      |                                               |                                               |
| \| \| \| Kilometrierung ab Paris-MP \| \| \| \| \| Bahnstrecke Paris–Brest von Paris über Rennes \| \| \| \| 475,589 \| Bahnstrecke Saint-Brieuc–Légué \| Bahnstrecke Saint-Brieuc–Légué \| \| \| 474,142 \| Bahnviadukt Gouédic (126 m) \| Bahnviadukt Gouédic (126 m) \| \| \| 474,570 \| Saint-Brieuc⊙ \| 99 m \| \| \| \| Bahnstrecke Paris–Brest nach Brest \| \| \| \| 482,645 \| Saint-Julien (Côtes-d’Armor)⊙ \| 161 m \| \| \| 485,030 \| Plaintel \| 190 m \| \| \| 492,810 \| Quintin ⊙ \| 165 m \| \| \| 496,694 \| Le Pas⊙ \| 207 m \| \| \| 502,523 \| Plœuc – L’Hermitage ⊙ \| 237 m \| \| \| 509,824 \| Uzel ⊙ \| 239 m \| \| \| 517,776 \| La Motte ⊙ \| 238 m \| \| \| \| ⊙ Route nationale 164 \| \| \| \| \| Carhaix–Loudéac (RB-1 m) von Carhaix \| \| \| \| 523,646 \| Loudéac⊙ \| 170 m \| \| \| \| Saint-Méen–Loudéac (RB) nach La Brohinière \| \| \| \| 525,690 \| ⊙ Gleisanschluss/Anfang Strecke außer Betrieb \| ⊙ Gleisanschluss/Anfang Strecke außer Betrieb \| \| \| 531,231 \| Hémonstoir – Saint-Gonnery \| 99 m \| \| \| 537,128 \| Saint-Gérand ⊙ \| 133 m \| \| \| 537,531 \| ⊙ Ende Strecke außer Betrieb \| ⊙ Ende Strecke außer Betrieb \| \| \| \| Gleisanschluss \| \| \| \| 540,200 \| Canal de Nantes à Brest \| Canal de Nantes à Brest \| \| \| \| Gleisanschluss \| \| \| \| 546,976 639,906 \| Pontivy⊙ \| 58 m \| \| \| \| Bahnstrecke Auray–Pontivy \| \| \| \| \| \| \| |                      |                                               |                                               |
| Strecke |                      | Kilometrierung ab Paris-MP                    | Kilometrierung ab Paris-MP                    |
| Strecke |                      | Bahnstrecke Paris–Brest von Paris über Rennes | Bahnstrecke Paris–Brest von Paris über Rennes |
| Abzweig geradeaus und von rechts | 475,589              | Bahnstrecke Saint-Brieuc–Légué                | Bahnstrecke Saint-Brieuc–Légué                |
| Brücke über Wasserlauf | 474,142              | Bahnviadukt Gouédic (126 m)                   | Bahnviadukt Gouédic (126 m)                   |
| Bahnhof | 474,570              | Saint-Brieuc⊙                                 | 99 m                                          |
| Abzweig geradeaus und nach rechts |                      | Bahnstrecke Paris–Brest nach Brest            | Bahnstrecke Paris–Brest nach Brest            |
| ehemaliger Haltepunkt / Haltestelle | 482,645              | Saint-Julien (Côtes-d’Armor)⊙                 | 161 m                                         |
| Dienststation / Betriebs- oder Güterbahnhof | 485,030              | Plaintel                                      | 190 m                                         |
| Dienststation / Betriebs- oder Güterbahnhof | 492,810              | Quintin ⊙                                     | 165 m                                         |
| ehemaliger Bahnhof | 496,694              | Le Pas⊙                                       | 207 m                                         |
| ehemaliger Bahnhof | 502,523              | Plœuc – L’Hermitage ⊙                         | 237 m                                         |
| Dienststation / Betriebs- oder Güterbahnhof | 509,824              | Uzel ⊙                                        | 239 m                                         |
| ehemaliger Bahnhof | 517,776              | La Motte ⊙                                    | 238 m                                         |
| Brücke |                      | ⊙ Route nationale 164                         | ⊙ Route nationale 164                         |
| U-Bahn-Strecke von rechts (außer Betrieb) · Strecke |                      | Carhaix–Loudéac (RB-1 m) von Carhaix          | Carhaix–Loudéac (RB-1 m) von Carhaix          |
| U-Bahn-Bahnhof · Bahnhof | 523,646              | Loudéac⊙                                      | 170 m                                         |
| U-Bahn-Strecke nach links (außer Betrieb) · Kreuzung · U-Bahn-Strecke quer |                      | Saint-Méen–Loudéac (RB) nach La Brohinière    | Saint-Méen–Loudéac (RB) nach La Brohinière    |
| Abzweig ehemals geradeaus und nach links | 525,690              | ⊙ Gleisanschluss/Anfang Strecke außer Betrieb | ⊙ Gleisanschluss/Anfang Strecke außer Betrieb |
| Haltepunkt / Haltestelle (Strecke außer Betrieb) | 531,231              | Hémonstoir – Saint-Gonnery                    | 99 m                                          |
| Bahnhof (Strecke außer Betrieb) | 537,128              | Saint-Gérand ⊙                                | 133 m                                         |
| | 537,531              | ⊙ Ende Strecke außer Betrieb                  | ⊙ Ende Strecke außer Betrieb                  |
| Abzweig geradeaus und nach rechts |                      | Gleisanschluss                                | Gleisanschluss                                |
| Brücke über Wasserlauf | 540,200              | Canal de Nantes à Brest                       | Canal de Nantes à Brest                       |
| Abzweig geradeaus und nach rechts |                      | Gleisanschluss                                | Gleisanschluss                                |
| Dienststation / Betriebs- oder Güterbahnhof | 546,976 639,906      | Pontivy⊙                                      | 58 m                                          |
| Strecke |                      | Bahnstrecke Auray–Pontivy                     | Bahnstrecke Auray–Pontivy                     |
| |                      |                                               |                                               |

Die Bahnstrecke Saint-Brieuc–Pontivy ist eine französische Bahnstrecke in den Départementen Côtes-d’Armor und Morbihan. Sie verband die Stadt Pontivy über Loudéac mit Saint-Brieuc und damit der Bahnstrecke Paris–Brest. Zusammen mit der Bahnstrecke Auray–Pontivy bildete sie eine Nord-Süd-Verbindung in der mittleren Bretagne. Heute ist ein Abschnitt zwischen Pontivy und Loudéac außer Betrieb, der Rest der Strecke dient noch dem Güterverkehr und Sonderfahrten. Sie war und ist eingleisig und nicht elektrifiziert.

## Geschichte
Anfang der 1860er Jahre waren sowohl die Bahnstrecke Paris–Brest westlich von Rennes als auch die Bahnstrecke Savenay–Landerneau im Bau; letztere sollte einen Abzweig nach Pontivy (damals: Napoleonville) erhalten. Pontivy war wichtige Garnisonstadt; ursprünglich gab es auch Überlegungen, Paris–Brest über diese Stadt zu führen; man entschied sich dann aber für eine Strecke entlang der Nordküste. Schon vor der Fertigstellung der Strecke aus Auray (1864) wurde beschlossen, Pontivy auch von Norden her anzubinden.
Die Bahnstrecke von Napoleonville nach Saint-Brieuc wurde mit kaiserlichem Dekret vom 14. Juni 1861 für sinnvoll und erwünscht erklärt. Der Vertrag über die Konzession wurde am 1. Mai 1863 zwischen Vertretern des Ministeriums und der Compagnie des chemins de fer de l’Ouest (Ouest), die auch Paris–Brest besaß, unterzeichnet und am 11. Juni desselben Jahres per Dekret bestätigt.

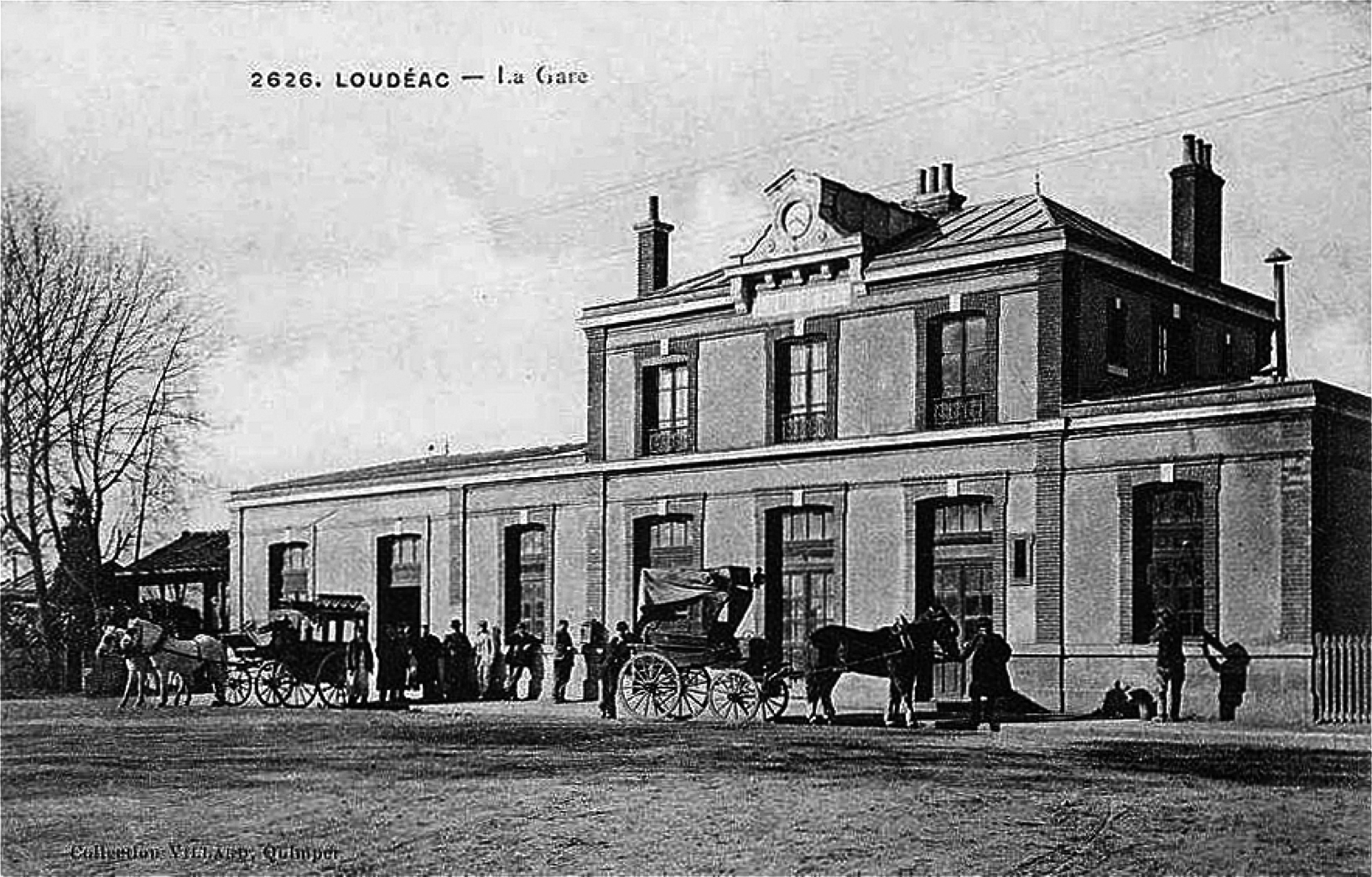
Bahnhof Loudéac um 1900

1871 wurde der Abschnitt zwischen Saint-Brieuc und Quintin eröffnet. Es folgte am 1. Juli 1872 Quintin–Loudéac, das Mittelstück. Die Verlängerung bis Pontivy kam am 16. Dezember 1872 hinzu.
Die Ouest einschließlich dieser Strecke wurde 1909 von den Chemins de fer de l’État (Etat) übernommen, ab 1938 betrieb die SNCF die Verbindung. Die Infrastruktur gehört heute (2015) SNCF Réseau.

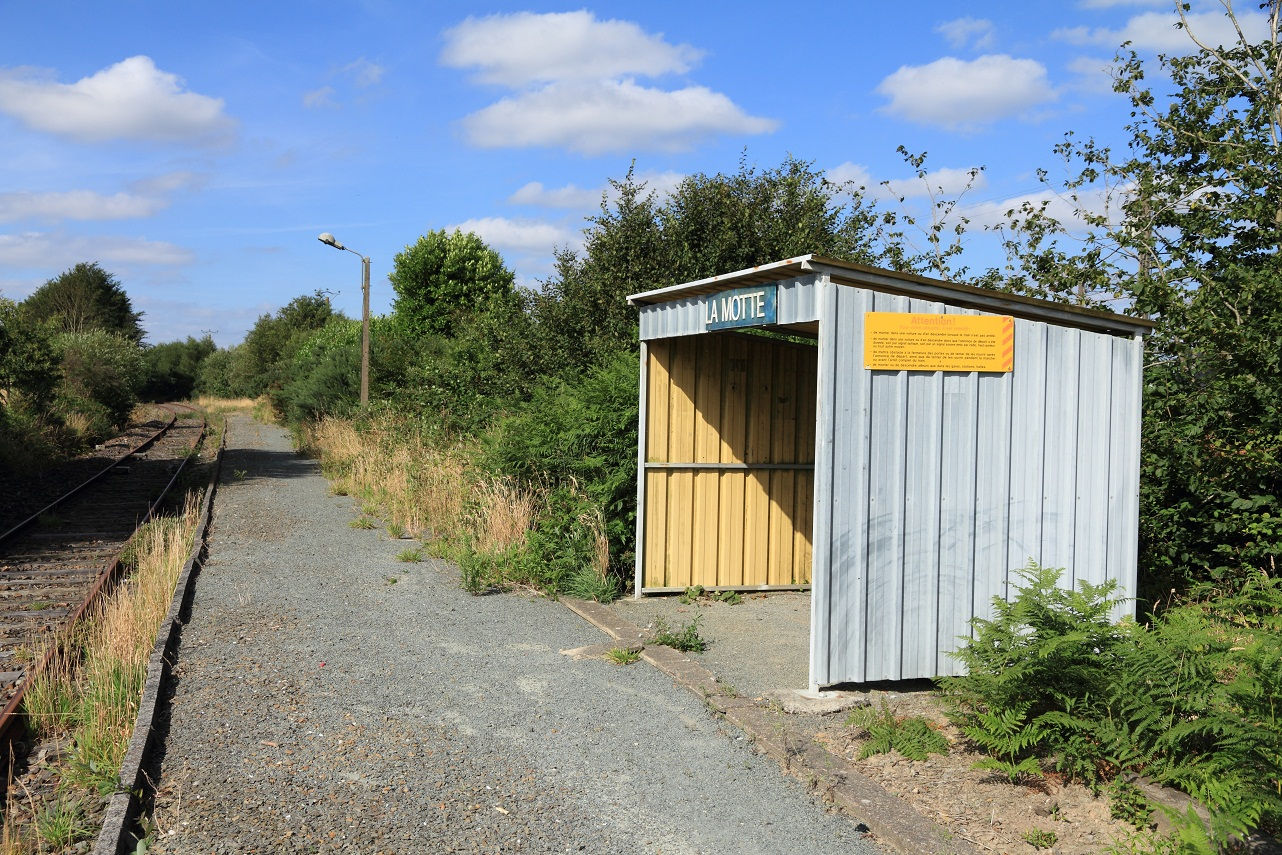
Haltepunkt La Motte 2012

Am 27. September 1987 endete der Personenverkehr zwischen Loudéac und Pontivy. Von Saint-Brieuc bis Loudéac hielt er sich noch bis 31. August 2006. Dann wurde der Verkehr auf die Straße verlegt, um statt eines Bahnüberganges eine Bahnbrücke über die Route nationale 164 zu erstellen, die auf vier Spuren ausgebaut wurde. Dies war offiziell nur für etwa ein Jahr während des Baus vorgesehen, tatsächlich wurde der Personenverkehr auch nach Fertigstellung der Brücke nicht wieder aufgenommen.

## Aktueller Betrieb
Der Güterverkehr wurde zwischen Saint-Brieuc und Loudéac 2008 wieder aufgenommen. Auch ein paar km nördlich von Pontivy werden noch Gleisanschlüsse von Süden aus bedient. Das Zwischenstück von Saint-Gérand bis Loudéac ist außer Betrieb.
Die Chemins de fer du Centre-Bretagne bieten regelmäßig Sonderfahrten von Loudéac nach Saint-Brieuc an.